# ویلیام سیلینگ
ویلیام سیلینگ (انگلیسی: William Seiling؛ ۲۸ مهٔ ۱۸۶۴ – ۵ ژانویهٔ ۱۹۵۱) ورزشکار رشته طناب‌کشی اهل ایالات متحده آمریکا بود.